# Yatsuko Tan'ami
Yatsuko Tan'ami (丹阿弥谷津子, Tan'ami Yatsuko) est une actrice japonaise née le 25 juin 1924 à Tokyo.

## Biographie

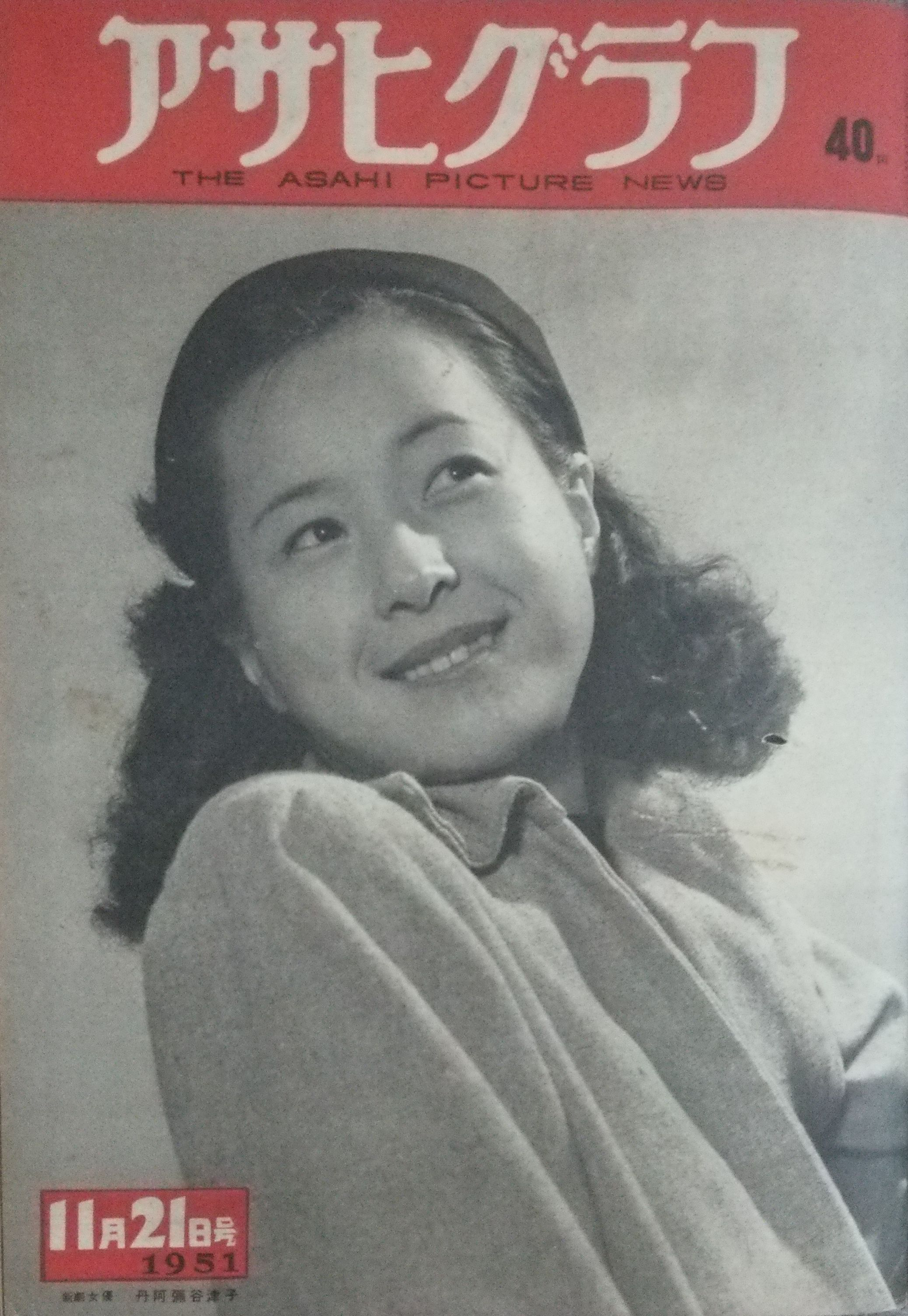
Yatsuko Tan'ami en couverture du magazine Asahigraph en 1951.

Yatsuko Tan'ami est mariée avec l'acteur japonais Nobuo Kaneko.
Elle a tourné dans près de cinquante films entre 1952 à 2006.

## Filmographie sélective

### Cinéma
- 1952 : Les Fossettes de Tokyo (東京のえくぼ, Tokyo no ekubo?) de Shūe Matsubayashi : Nobuko Kawakami
- 1952 : Vivre (生きる, Ikiru?) d'Akira Kurosawa : hôtesse de bar
- 1953 : Épouse (妻, Tsuma?) de Mikio Naruse : Fusako Sawara
- 1953 : Eaux troubles (にごりえ, Nigorie?) de Tadashi Imai : Harada Seki
- 1954 : Le Grondement de la montagne (山の音, Yama no oto?) de Mikio Naruse : Ikeda
- 1954 : Haha no hatsukoi (母の初恋?) de Seiji Hisamatsu
- 1955 : Ejima Ikushima (絵島生島?) de Hideo Ōba : Ienobu
- 1956 : Kodomo no me (子供の眼?) de Yoshirō Kawazu
- 1957 : Une femme indomptable (あらくれ, Arakure?) de Mikio Naruse
- 1958 : Le Banquet des fleurs (春高樓の花の宴, Haru kōrō no hana no en?) de Teinosuke Kinugasa : Shizue Kaneda
- 1958 : Une femme d'Osaka (大阪の女, Ōsaka no onna?) de Teinosuke Kinugasa : Otae
- 1959 : Femme de champion (最高殊勲夫人, Saikō shukun fujin?) de Yasuzō Masumura : Momoko Mihara
- 1959 : Notre amour (「通夜の客」より　わが愛, Waga ai?) de Heinosuke Gosho
- 1960 : Rêves de printemps (春の夢, Haru no yume?) de Keisuke Kinoshita : Tamiko Okudaira
- 1961 : Comme épouse et comme femme (妻として女として, Tsuma to shite onna to shite?) de Mikio Naruse : Hanae
- 1962 : La Place de la femme (女の座, Onna no za?) de Mikio Naruse
- 1962 : Démangeaisons (爛, Tadare?) de Yasuzō Masumura : Yukiko
- 1962 : Sabakareru Echizen no kami (裁かれる越前守?) de Tokuzō Tanaka : Onui
- 1962 : Le Journal d'un vieux fou (瘋癲老人日記, Fūten rōjin nikki?) de Keigo Kimura : Mutsuko
- 1963 : Pavillon dans le brouillard du soir (五番町夕霧楼, Gobanchō yūgirirō?) de Tomotaka Tasaka : Hisako
- 1963 : Zoku ōsho (続・王将?) de Jun'ya Satō
- 1964 : Geisha gakkō (芸者学校?) de Keigo Kimura
- 1964 : Le Magnat (傷だらけの山河, Kizudarake no sanga?) de Satsuo Yamamoto : Kaneko Yokota
- 1964 : Les Plus Belles Escroqueries du monde, segment Les Cinq Bienfaiteurs de Fumiko de Hiromichi Horikawa : Hisako
- 1967 : Nani wa naku tomo zen'in shūgō!! (なにはなくとも全員集合!!?) de Yūsuke Watanabe (ja)
- 1967 : La Femme du docteur Hanaoka (華岡青洲の妻, Hanaoka Seishū no tsuma?) de Yasuzō Masumura : la femme de Saheiji
- 1967 : Zansetsu (残雪?) de Katsumi Nishikawa : Mitsuyo Shinjo
- 1968 : Hitori ōkami (ひとり狼?) de Kazuo Ikehiro
- 1969 : Chō kōsō no akebono (超高層のあけぼの?) de Hideo Sekigawa
- 1974 : La Vie d'une courtisane (あさき夢みし, Asaki yumemishi?) d'Akio Jissōji
- 1979 : L'Étang du démon (夜叉ケ池, Yashagaike?) de Masahiro Shinoda : la nourrice
- 1986 : Uemura Naomi monogatari (植村直己物語?) de Jun'ya Satō : Hatsu Uemura
- 1987 : Hei no naka no korinai menmen (塀の中の懲りない面々?) de Azuma Morisaki
- 1989 : Tsuribaka nisshi 2 (釣りバカ日誌２?) de Tomio Kuriyama
- 1991 : Tsuribaka nisshi 4 (釣りバカ日誌４?) de Tomio Kuriyama : Hisae Suzuki
- 1993 : Tsuribaka nisshi 6 (釣りバカ日誌６?) de Tomio Kuriyama
- 2006 : San-nen migomoru (三年身籠る?) de Miako Tadano : Aki

### Télévision
- 1961 : Ore wa shiranai
- 1961 : Kiken na shamen
- 1962 : Takasebune
- 1966 : Kawa no hotori de : Tennoji
- 1976 : Kaze to kumo to niji to
- 1980 : Ikenaka Genta 80 kilo : Harue
- 1981 : Kazunomiya sama otome
- 1981 : Haha taru koto wa jigoku no gotoku : Sawako
- 1984 : Aoi hitomi no seiraifu
- 1988 : Kaseifu ha mita! 6
- 1996 : Futarikko
- 2008 : Saigo no senpan